# Ludwig Volrath Jüngst
Ludwig Volrath Jüngst (* 27. Dezember 1804 in Niederdresselndorf; † 21. September 1880 in Bielefeld) war ein deutscher Lehrer für Naturgeschichte, Geographie und Deutsch sowie Ehrenbürger der Stadt Bielefeld.

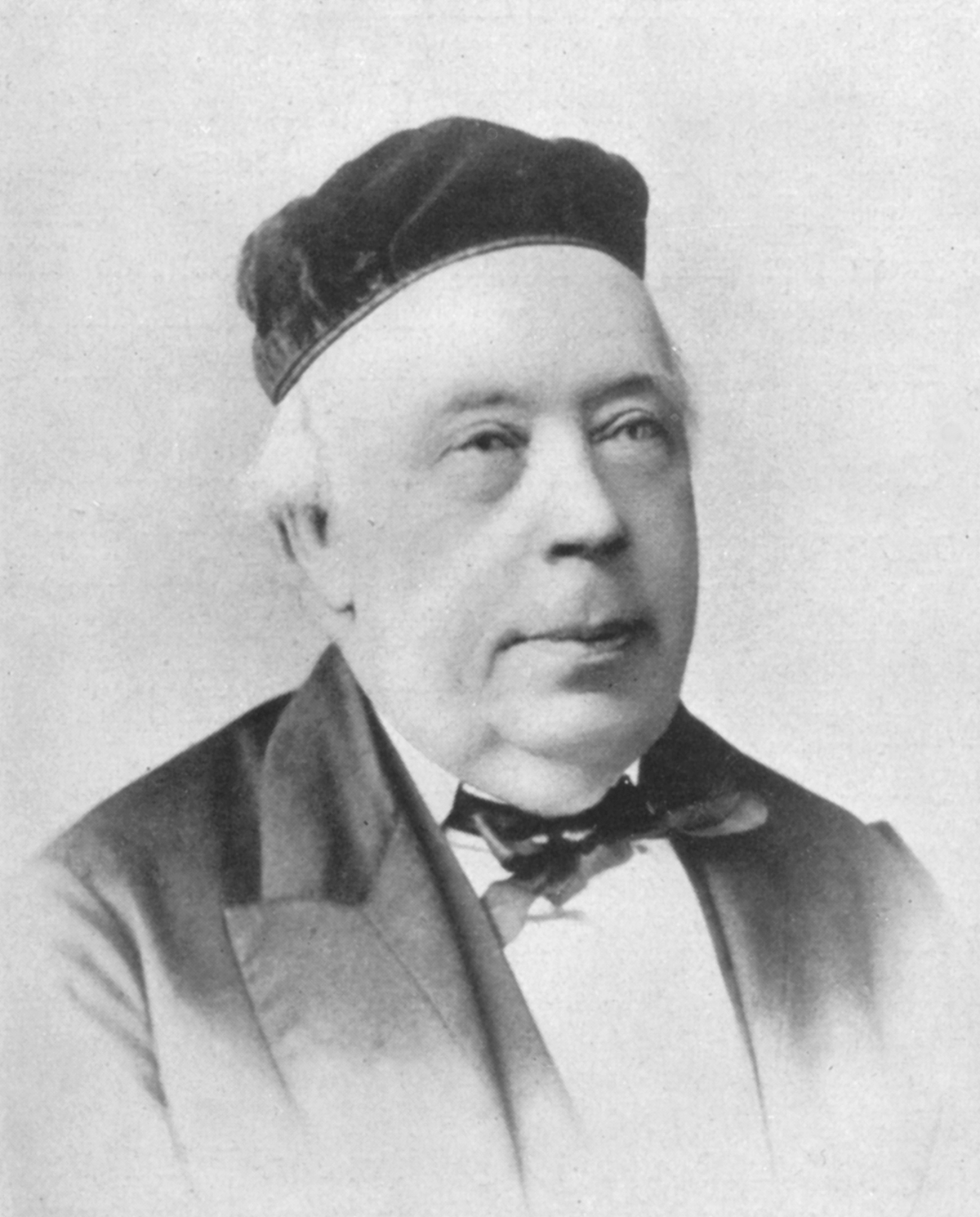
Ludwig Volrath Jüngst, Ehrenbürger der Stadt Bielefeld

## Leben
Ludwig Volrath Jüngst kam am 27. Dezember 1804 als Sohn des Pfarrers Georg Philipp Wilhelm Jüngst in Niederdresselndorf im Siegerland zur Welt. Er wuchs in Wetzlar und Soest auf. Nach dem Abitur absolvierte er ein Theologiestudium in Halle (Saale). Während seines Studiums wurde er 1822 Mitglied der Halleschen Burschenschaft und der burschenschaftlichen Quellengesellschaft, in der er wohl dem engeren Verein angehörte. Er musste eine 15-monatige Festungshaft wegen seiner burschenschaftlich-politischer Tätigkeit verbüßen. Als Lehrer unterrichtete Jüngst zunächst in Hamburg und Wesel sowie als Rektor einer Privatschule in Tecklenburg.
Im Jahr 1830 wurde er Lehrer für Naturgeschichte, Geographie und Deutsch am Ratsgymnasium Bielefeld. Während seiner Tätigkeit baute Jüngst dort einen Realzweig auf, in dessen Vordergrund nicht mehr die humanistische Bildung mit Latein und Griechisch stand, sondern der Unterrichtsschwerpunkt auf Naturwissenschaften und moderne Sprachen gelegt wurde.
Während der Revolution von 1848/49 engagierte sich Jüngst im Bielefelder Konstitutionellen Verein, der Teile des liberal-demokratischen Bürgertums umfasste.  Er veröffentlichte Artikel im Ravensbergischen Volksblatt.
Jüngst war mit Auguste Luise von Döring verheiratet und hatte 5 Töchter. Die jüngste Tochter Luise Jüngst war ebenfalls als Autorin tätig. Ludwig Jüngst verstarb im Alter von 75 Jahren am 21. September 1880 in Bielefeld.

## Werke als Autor
Jüngst verfasste u. a. die Flora Westfalica, ein Lehrbuch über die Botanik der Region sowie mehrere Schulbücher. In späteren Jahren trat er auch als Schriftsteller von Romanen, Novellen und Dramen in Erscheinung, die er regelmäßig unter dem Pseudonym Ludwig Rosen veröffentlichte.
- Wanderbuch eines Schwermüthigen. Hamburg: Hoffmann und Campe 1834
- Kurzer Abriß der Pflanzenkunde zum Unterricht an höheren Lehranstalten. Bielefeld: Velhagen 1835.
- Die Regeln der deutschen Rechtschreibung. Ein Leitfaden für Schüler bestimmt. Münster: Regensberg 1842.
- Die volksthümlichen Benennungen im Königreich Preußen. Berlin: Decker 1848.
- Flora Westfalica. Bielefeld: Helmich 1852.

## Ehrungen
Die Stadt Bielefeld verlieh Ludwig Volrath Jüngst im Jahr 1877 als zweiter Person die Ehrenbürgerwürde. Zudem ist heute die Jüngststraße im Stadtbezirk Mitte nach ihm benannt.